# Soviet Strike
Soviet Strike est un jeu vidéo d'action et shoot 'em up sorti en 1996 et fonctionne sur PlayStation et Saturn. Le jeu a été développé et édité par Electronic Arts.

## Synopsis
Le passage à la cinquième génération de consoles est l'occasion d'insuffler un véritable scénario à rebondissements agrémenté de très nombreuses séquences vidéos avec de véritables acteurs.
Le joueur est la dernière recrue d'une organisation américaine appelée « Strike » à la suite de la disparition de son précédent pilote Nick Arnold. Le but de cette organisation peut être résumé à ses deux devises : « Nous mesurons notre efficacité aux guerres évitées » et « Arrêtez ces guerres avant qu'elles n'éclatent ». En effet, cette organisation a pour but de faire ingérence militairement dans n'importe quel pays du monde dans le but d'éviter un conflit régional voire international tout en préservant sa couverture car les États-Unis ne soutiennent officiellement pas de telles opérations.
Le symbole de Strike est la représentation usuelle en deux dimensions d'un tesseract.

## Personnages principaux
Le commandement opérationnel de Strike (et donc le supérieur hiérarchique du joueur) est le Général Earle, qui est donc le donneur d'ordre. Il est interprété par John Marzilli (VF par Thierry Desroses).
Le technicien opérationnel est Hack. Celui-ci gère le réseau Strike.net, le réseau de renseignement opérationnel le plus sophistiqué au monde. Il donne donc des informations sur les mouvements de troupes ennemies et le statut des objectifs, et intercepte les communications ennemies pour fournir au joueur un maximum de renseignements. Hack est interprété par Antwon Tanner (VF par Serge Faliu).
Un agent secret, Andréa Grey, donne des informations sur les alliés, les personnalités locales et les chefs ennemis de la région. Grâce à sa couverture de journaliste télévisé, elle couvre Strike après son passage dans une région. Elle est interprétée par Sue Turner-Cray (VF de Véronique Desmadryl).
Shadowman est l'instigateur de ces troubles et personne ne connait la finalité exacte de ses intentions. Son rôle est joué par Raul Kobrinsky.
Nick Arnold est la tête brulée de l'équipe Strike et a le chic de se mettre dans des situations délicates. Par exemple l'une des premières missions consistera à le sauver. Il est interprété par Al Sapienza (VF par Jean-Marie Boyer).

## Scénario

### Dossiers Strike
Avant même de commencer le jeu, des fichiers audio regroupés sous le nom de « Dossier Strike » permettent d'en savoir plus sur la philosophie de Strike, les agents qui la composent, etc. (c'est aussi le seul endroit où l'on peut entendre celui qui serait le dirigeant de Strike mais son nom n'est jamais mentionné, juste son surnom d'Ivan le Terrible).

### Début de la crise
Une crise est apparemment en train de se préparer, la Crimée reçoit un grand nombre de capitaux provenant de comptes suisse et une force militaire d'origine inconnue se dirige vers cette même région. Il n'y a aucun lien clairement établi entre ces deux événements.
La force d'origine inconnue alimente en matériel soviétique un camp d'entrainement terroriste en achetant du matériel à prix cassé sur le marché noir des armes, et pour finir, Strike a repéré dans la région la balise du pilote manquant Nick Arnold.
Uri Vatsiznov, l'ancien chef du KGB est soupçonné d'être l'instigateur d'une conspiration sous le nom de Shadowman, c'est un ancien joueur d'échec de niveau mondial. Son lieu de résidence actuel est inconnu.

### Développement du scénario
Après avoir sauvé Nick Arnold dans un camp de prisonniers, celui-ci détruira au cours de la première mission la villa où se trouve Uri Vatsiznov celui qui semble être shadowman après avoir enregistré une conversation cryptée.
La mission suivante voit une tentative de la flotte de  Vladimir Ceausescu frère de Nicolae Ceaușescu pour gagner les eaux internationales de la mer Noire. Dans cette flotte plusieurs sous-marins nucléaire lanceurs d'engins sont présents constituant une menace nucléaire. Au cours de la mission Shadowman (que l'on pensait mort dans la villa) arrive à percer la sécurité de Strike.net grâce aux codes de Nick Arnold provoquant quelques dégâts. La conversation cryptée est alors enfin décodée par Hack, il s'agit d'une conversation entre Shadowman et  Vladimir Ceausescu. Shadowman lui demandant en échange de la fourniture d'armes nucléaires, une guerre nucléaire. L'objectif est alors plus clair, shadowman veut déstabiliser la paix mondiale.
La mission 3 voit une tentative d'invasion par l'Irek, dirigée par Sadissa Savak sous l'impulsion de shadowman, vers son voisin du nord et plus particulièrement vers une usine de produit chimique de l'ère soviétique actuellement abandonnée. Shadowman va gêner le joueur au cours de la mission en détruisant, grâce à des scuds, des points stratégiques pour lui.
Le début de la quatrième mission est un message de Nick Arnold retenu prisonnier dans un ancien sanatorium soviétique par un certain Ukranian. Hack le localise en Transylvanie, une région récemment contaminée par un accident nucléaire. Cet accident n'a apparemment aucun lien avec Shadowman. Dès le début de la mission, ce dernier s'enfuit avec Nick Arnold vers Moscou (où se déroulera la dernière mission) Le but sera ici d'isoler le réacteur en l'enterrant. Puis d'arrêter les forces d'Ukranian et de Vila (une commandante dissidente de l'État voisin) dans leur tentative de récupérer le combustible.
La dernière mission aura pour but principal de sauver le gouvernement russe, à savoir les membres du cabinet et Boris Eltsine, d'une tentative de coup d'État organisée par un certain Kaponov (qui devient donc le principal suspect pour l'identité de Shadowman) qui a réussi à allier la puissance militaire du KGB à la puissance financière de la mafia russe et à la puissance politique des nationalistes. Après la fuite de Boris Eltsine, il s'agira de trouver tous les responsables du putsch et de déterminer qui est vraiment Shadowman.

## Système de jeu

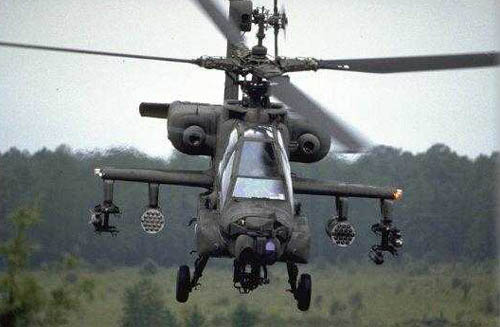
Le joueur pilote un Apache AH-64

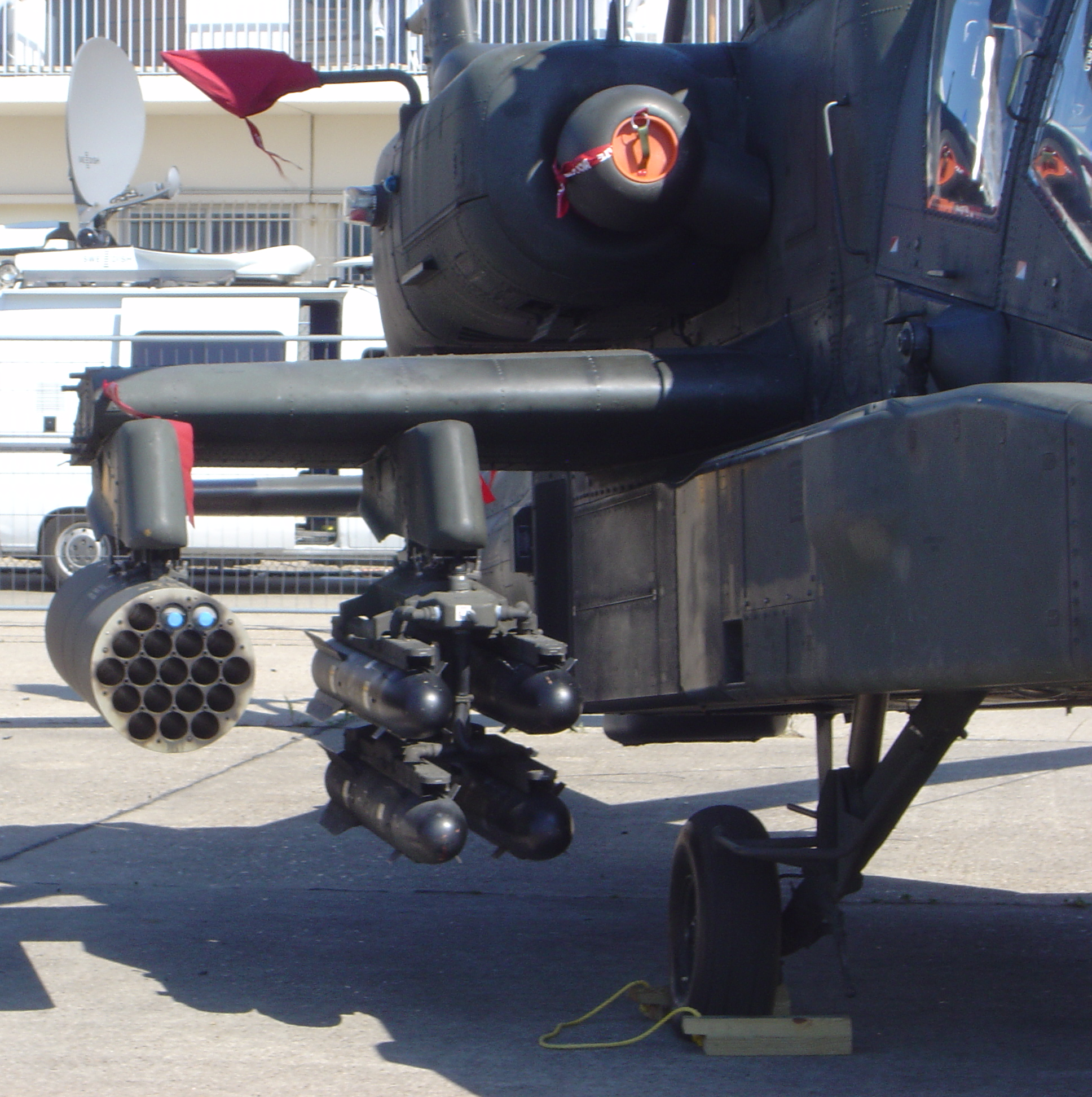
Les quantités embarquées dans le jeu des AGM-114 Hellfire et des roquettes Hydra 70 sont les mêmes que dans la réalité

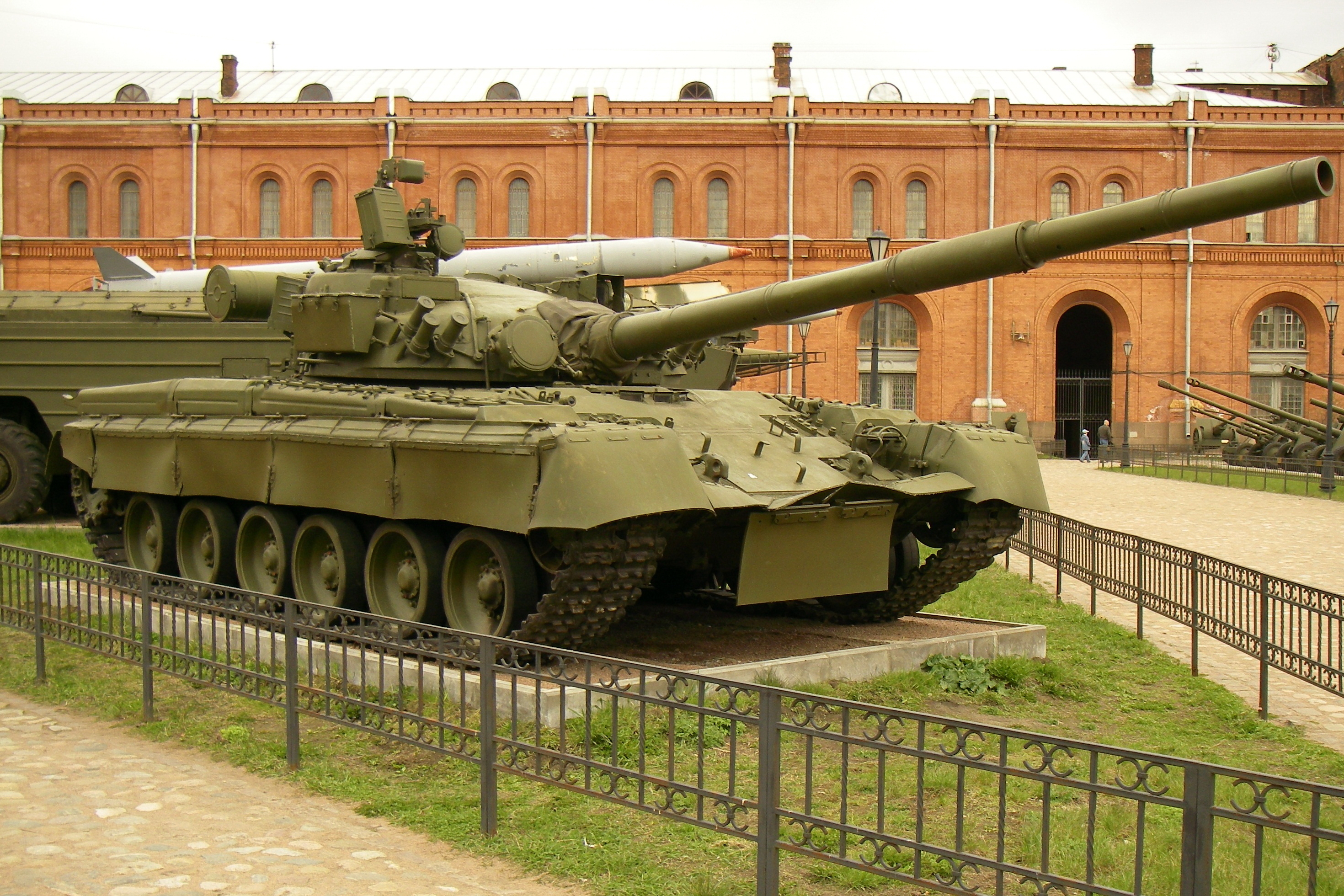
L'un des ennemis les plus puissants du jeu, le char T-80

Depuis les précédents opus de la série, le gameplay change radicalement avec le passage à la troisième dimension : désormais, la vue principale du jeu est la vue dite « poursuite » qui se place à l'arrière de l'hélicoptère, mais il reste possible de retrouver la vue d'origine qui reste orientée toujours dans la même direction.
On peut désormais voler en crabe et les réactions de l'hélicoptère sont beaucoup plus rapides.
L'armement standard de l'hélicoptère a été conservé, à savoir :
- 8 AGM-114 Hellfire (100 points de dégâts) ;
- 38 Hydra 70 (25 points) ;
- 1 178 obus de Canon M230 (3 points).

Mais il est désormais possible de n'embarquer que des hellfire ou que des hydra (en doublant les quantités) mais aussi que le canon dont les quantités ne sont pas doublées, ce qui évidemment rend le jeu beaucoup plus dur.
On peut s'apercevoir ainsi qu'en termes de potentiel de dégât, il vaut mieux embarquer du tout hydra.
L'Apache possède désormais des points d'emports extérieurs permettant d'avoir au choix :
- 8 missiles AIM-9 Sidewinder (300 points de dégâts) ;
- 48 leurres (anti-missiles) ;
- 2 bidons de carburants largables (2x500 points de dégâts) (quantité de carburant embarquée doublée).

Autres nouveautés, la carte est désormais entièrement animée, ce qui veut dire que les unités se déplacent même s'ils ne sont pas à l'écran. Cela rend les missions beaucoup plus nerveuses, le manque de temps devenant chronique. La musique fait son apparition et elle est de plus contextuelle, variant selon 2 critères, le lieu où l'on se trouve et ce que l'on fait à ce moment-là.
À l'instar de l'armement et de l'hélicoptère, les ennemis sont directement tirés de véritables véhicules militaires comme le ZSU-23-4, le BMP-3 ou le BTR-70. Même si le jeu dans son scénario apparaît comme improbable, l'environnement se veut plausible.

## Équipe de développement
- Producteur : Michael Kosaka
- Conception du jeu : John Manley & Micheal Becker
- Scénario : Flint Dille
- Chef programmation : Scott Taylor
- Directrices du projet : Lisa-Marie Lamb & Audrey Gustafson
- Directeur du développement : Jim Rushing
- Directeurs artistiques : Jeff Smith, Mark Franklin & Bob Rossman
- Responsable audio : Don Veca
- Musiques : Don Veca & David O'Neal

## À noter
Bill Clinton fait une nouvelle (et courte) apparition dans la série des Strike mais il apparait comme un homme qui n'a aucun pouvoir sur les décisions de Strike contrairement à Jungle Strike où il était suggéré qu'il était le donneur d'ordre.
Boris Eltsine souffre dans ce jeu de sa réputation de grand amateur de vodka avec des commentaires comme « Heureusement qu'ils n'ont pas d'alcootest dans ce pays ».
D'autres personnages sont cachés dans certains niveaux comme le Père Noël ou Dracula mais les trouver ne rapporte rien.
Ce jeu n'offre plus la possibilité de piloter d'autres véhicules, cela reviendra avec Nuclear Strike.
Le lieu de la troisième mission est situé 60 km au nord du théâtre d'opération de Desert Strike: Return to the Gulf, le premier opus de la série.